# 佩尔-贡纳尔·约恩松
佩尔-贡纳尔·约恩松（瑞典語：Pär-Gunnar Jönsson，1963年8月6日—），瑞典前男子羽球運動員，出生於哥德堡。

## 生平
佩尔-贡纳尔·约恩松與彼得·阿克塞爾松一起參加1992年、1996年和2000年的奧運會羽球比賽男子雙打項目。在前兩次參賽中，他們是第17名，最後一次是第9名。在1993年的世界羽球錦標賽上，兩人獲得銅牌。在2000年歐洲羽球錦標賽則獲得銀牌。
在混合雙打方面，他與瑪麗亞·本特松曾贏得1992年印尼羽球公開賽冠軍。

## 外部連結
- 佩尔-贡纳尔·约恩松在世界羽球聯盟的登錄資料